# Evgenij Nikolaevič Andrikanis
Evgenij Nikolaevič Andrikanis (Parigi, 27 dicembre 1909 – Mosca, 19 dicembre 1993) è stato un regista sovietico.

## Filmografia parziale

### Regista
- Severnaja povest' (1960)
- Kazneny na rassvete (1964)